# Gentiana recurvata
Gentiana recurvata är en gentianaväxtart som beskrevs av Charles Baron Clarke. Gentiana recurvata ingår i släktet gentianor, och familjen gentianaväxter. Inga underarter finns listade i Catalogue of Life.